# Dennis C. Brown
Dennis C. Brown, auch D. C. Brown (* 1948) ist ein US-amerikanischer Komponist. 

## Leben
Seit 1987 arbeitete Dennis C. Brown als Komponist im Filmbereich. An der Seite von Chuck Lorre komponierte er für die Zeichentrickserie Teenage Mutant Hero Turtles. Nachdem Lorre dem Sprung zum Fernsehproduzenten schaffte, komponierte Brown auch für dessen Fernsehserien Grace, Dharma & Greg, Two and a Half Men und Mike & Molly die Musik.

## Filmografie (Auswahl)
- 1987–1996: Teenage Mutant Hero Turtles (196 Folgen)
- 1991–1992: James Bond Jr. (65 Folgen)
- 1993–1996: Grace (Grace Under Fire)
- 1993: Speed Racer (13 Folgen)
- 1997–2002: Dharma & Greg (119 Folgen)
- 2003–2015: Two and a Half Men
- seit 2010: Mike & Molly